# Flute beatboxing
Beatbox flute – technika gry na flecie poprzecznym z jednoczesnym wykonywaniem beatboxu. Jest to rozszerzenie możliwości gry na instrumencie muzycznym lub rozszerzenie możliwości rytmicznego tworzenia dźwięków za pomocą narządów mowy. Technika rozwinęła się we wczesnych latach 2000..

## Wybrani fleciści beatbox'owi
- Tim Barsky
- Nathan Lee
- Greg Pattillo
- Mathieu Schneider